# جسر بلاكفريارس (فلم)
جسر بلاكفريارس (بالإنجليزية: Blackfriars Bridge) هو فيلم بريطاني قصير بالأبيض و الأسود إنتاج عام 1896، (عرف أيضاً بحركة المرور على جسر بلاكفريارس من إخراج روبرت ويليام بول، يصور الفيلم المأخوذ من الطرف الجنوبي باتجاه الشمال فوق نهر التايمز على جسر بلاكفريارس بواسطة روبرت ويليام بول في يوليو 1896 و تم عرضه كجزء من برنامجه مسرح الهمبرا.

## روابط خارجية
- Blackfriars Bridge  في قاعدة بيانات الأفلام على الإنترنت (بالإنجليزية)
- fABILtla_lE  Blackfriars Bridge على يوتيوب